# Bank Kwilecki, Potocki i Spółka
Bank Kwilecki, Potocki i Spółka (pierwsza nazwa: Bank Rolniczo-Przemysłowy Kwilecki, Potocki i Spółka) – polski bank (początkowo spółka komandytowa), założony w 1870, z siedzibą w Poznaniu.
Początkowo w nazwie banku figurowała także część z oddziałem we Wronkach (do 1890). Pewne zmiany prawne nastąpiły w 1912, m.in. firma stała się spółką akcyjną. Bank obsługiwał klientów indywidualnych, czynności hipoteczne, a także sprawy związane z handlem zbożowym. W tej ostatniej kategorii był najsilniejszą polską instytucją finansową do lat 90. XIX wieku. 
Kryzys firmy rozpoczął się w początkach XX wieku, kiedy to skoncentrowała się ona na działalności handlowo-komisowej. Z czasem z nazwy zniknęło słowo Bank i od 1914 zajęto się hurtowym handlem zbożami. Koncesję bank stracił w 1946.
Organizacją kierowali kolejno: Mieczysław Kwilecki z Huby-Oporowo, Hektor Kwilecki z Kwilcza, Henryk Hedinger, Kazimierz Hącia i Stanisław Waszyński.

## Siedziba
Siedziba banku mieściła się przy Al. Marcinkowskiego 19, w Hotelu Francuskim na rogu Al. Marcinkowskiego 13 i ul. Podgórnej (od 1910), Al. Marcinkowskiego 11 (w nieistniejącej kamienicy Kurta Rehfelda) (po 1918), w Hotelu Bazar przy ul. Paderewskiego 8 i Al. Marcinkowskiego 10. Bank posiadał też oddziały, m.in. w Gdańsku przy Hundegasse 85 (ob. ul. Ogarna) (1921–1939), który powstał na bazie przejętego Domu Handlowego i Komisowego „Ceres”, Inowrocławiu, Katowicach, Warszawie i Wilnie.